# Hans Fugger
Hans Fugger (Augusta, 4 settembre 1531 – Augusta, 19 aprile 1598) è stato un banchiere e mercante tedesco, membro di una delle più importanti famiglie di banchieri d'Europa.

## Biografia

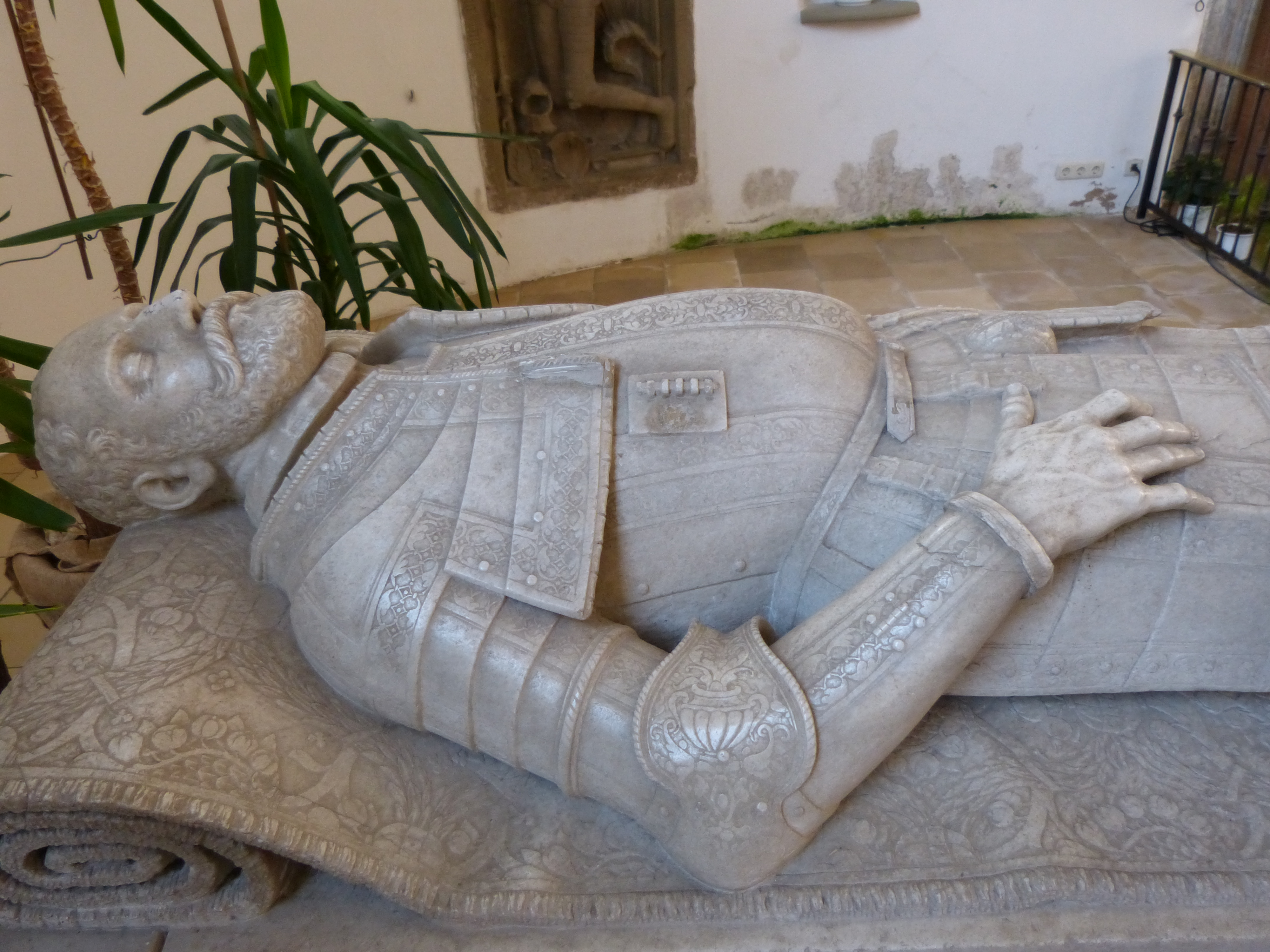
Epitaffio di Hans Fugger, Chiesa dei santi Pietro e Paolo a Kirchheim in Schwaben.

Figlio secondogenito del mercante e banchiere tedesco Anton Fugger (1493–1560) e di sua moglie, Anna Rehlinger, Hans Fugger, dopo la morte del genitore, si ritrovò in società coi fratelli Marx (1529–1597), Hieronimus (1533–1573) e Jakob (1542–1598). Sin da giovane ricevette un'educazione di stampo culturale e filosofico oltre ad una pratica e mercantile per la gestione degli affari di famiglia. Per l'azienda di famiglia, si occupò del settore compreso tra i Paesi Bassi e la Spagna, ruolo che divenne particolarmente rilevante per lui dal 1573 quando i fratelli decisero di dividere le loro quote di società. Hans ottenne inoltre le terre di Kirchheim, Glött, Burg Stettenfels e Duttenstein come feudi personali. Nel 1583 Hans ed i suoi fratelli ottennero l'iscrizione dei loro possedimenti nel collegio imperiale della Svevia. Alla morte di suo fratello maggiore Marx nel 1597, Hans venne eletto quale presidente dell'intero business facente capo alla famiglia Fugger.
Hans fu un grande patrono delle arti, in parte per impressionare i suoi clienti ai quali era solito mostrare le sue preziose collezioni, in parte anche per gusto personale. La sua fitta corrispondenza si trova oggi nel cartulario di Dillingen an der Donau.

## Matrimonio e figli

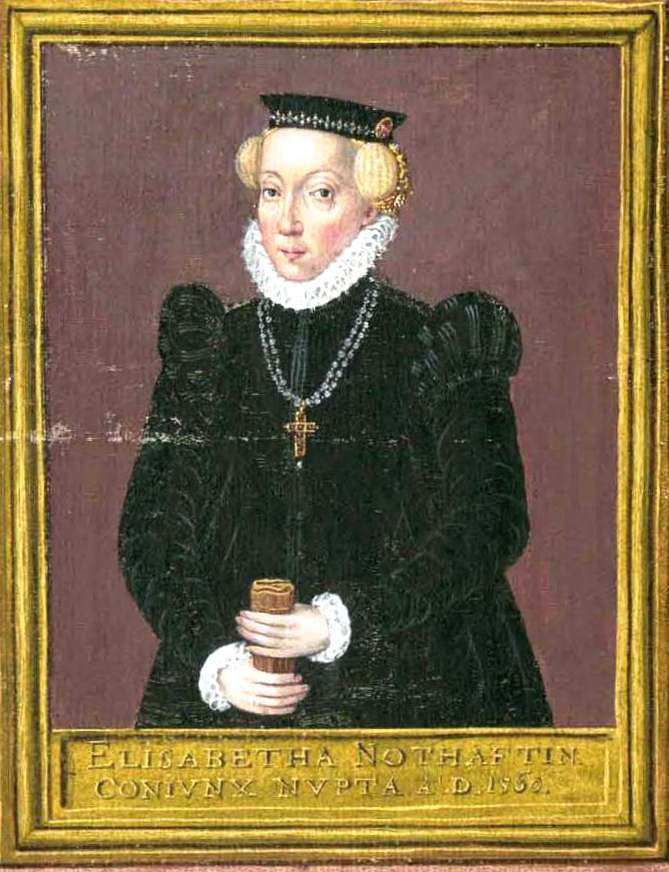
Elisabeth Notthaffe von Weißenstein, moglie di Hans Fugger

Hans Fugger sposò Elisabeth Notthaffe von Weißenstein (1539-1582) nel 1560. La coppia ebbe insieme tre figli e due figlie, tra cui Jakob (1567-1626), in seguito vescovo di Costanza.